# Râul Reuss
Râul Reuss este un râu din Elveția, are o lungime de 158 km, și este unul dintre principalii afluenți a râului Aar. Este al patrulea râu ca lungime din Elveția, după Rin, Aare și Ron.
Reuss izvorăște în masivul Aar-Gothard, aproape de Trecătoarea Sankt Gotthard (San Gottardo), la o înălțime de 2431 m. și are un volum de 130 m3/s. Acesta formează valea Andermatt și se varsă în lacul celor Patru Cantoane (Lacul Lucerna), apoi își contină drumul ieșind din orașul Lucerna, curgând spre nord, unde se varsă în Aare.